# Postfinance Card

Postfinance-Logo

Die Postfinance Card (Eigenschreibweise PostFinance Card, früher Postcard) ist die Debitkarte von Postfinance, welche seit April 2022 in Kombination mit Debit Mastercard herausgegeben wird. Als Postcard wird dabei umgangssprachlich immer noch eine Kunststoffkarte (ISO 7810) bezeichnet, die einen direkten und unmittelbaren Zugriff auf das Guthaben bzw. den verfügbaren Kreditrahmen des Postfinance-Kontos (A) zulässt. Derzeit sind rund 2,5 Millionen Postcards im Umlauf.

## Geschichte
1991 wurde die Postcard als Nachfolger der Postomat Plus-Karte und dem blauen, garantierten Postcheque lanciert. Die Postcard ist nur erhältlich in Kombination mit einem Privat- oder Geschäftskonto der Postfinance in CHF oder EUR.
Seit dem Jahr 2019 wird Geschäftskunden eine Jahresgebühr von 30 CHF pro Postcard verrechnet. Vorher waren zwei Karten pro Konto kostenlos ausgegeben worden. Für Privatkunden wurde ab Juli 2021 die Gebühr für den monatlichen Kontoauszug auf Papier auf 5 Franken angehoben.

## Akzeptanz

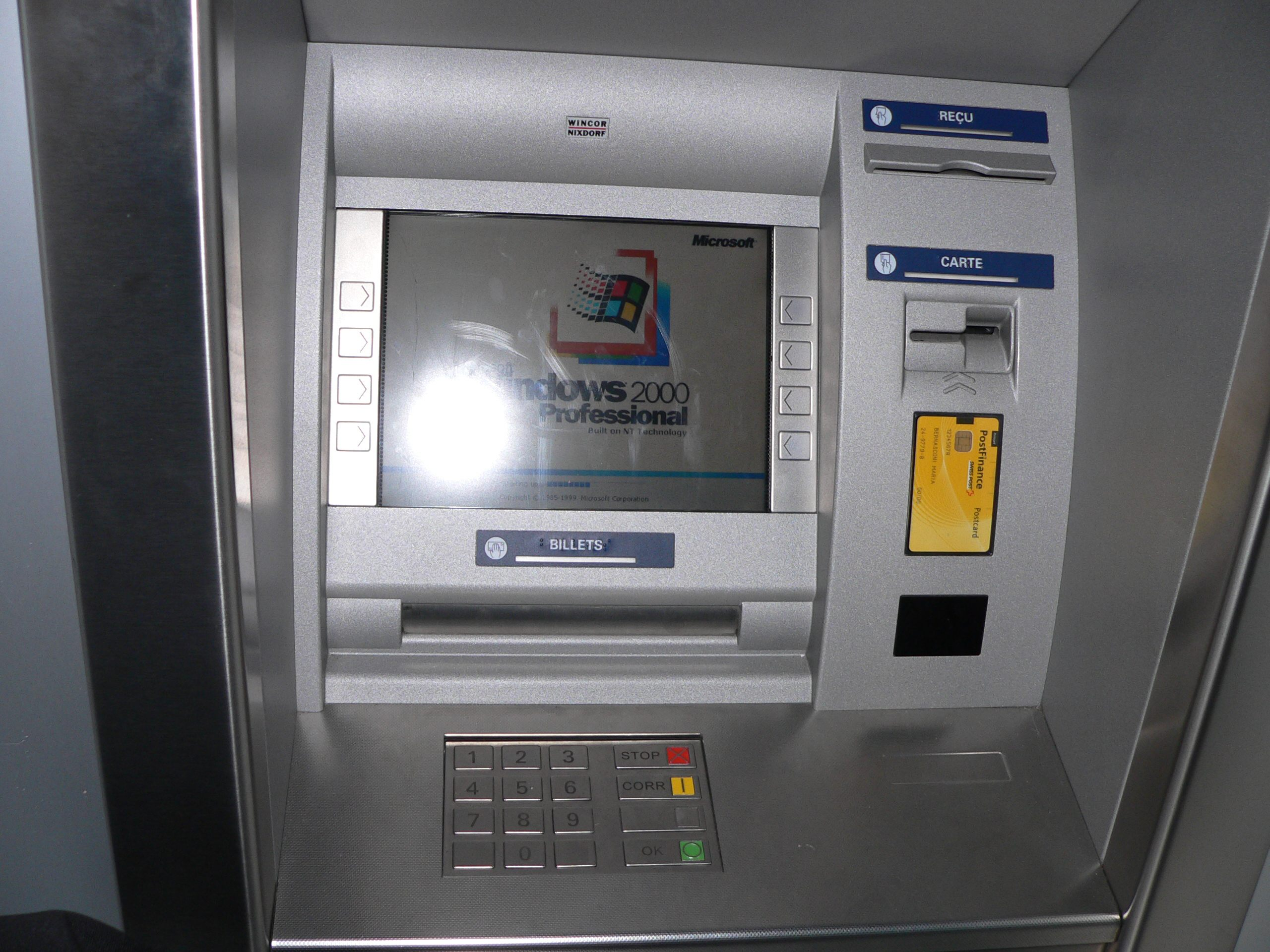
Postomat (Wincor Nixdorf ProCash 2050 Cash Dispenser)

Der Debitkartendienst der Postfinance ist in der Schweiz flächendeckend verfügbar. Lange Zeit wurden in der Regel Postcard und Maestro-Card von allen Akzeptanzstellen (Detailhandel, Tankstellen, Dienstleister) gleichermassen angenommen. Mit dem Markteintritt ausländischer Zahlungsdienstleister (wie z. B. Sumup) änderte sich dies, weshalb Postfinance ab April 2022 die Postcard mit einem Co-Branding der Debit Mastercard herauszugeben begann, womit sie neben dem Inland auch im Ausland vermehrt eingesetzt werden kann.
Der Bargeldbezug ist in allen Poststellen und Postomaten kostenlos möglich, ebenso auch an den Kassen von einigen Detailhändlern (Migros/Migrolino, Coop/Coop Pronto, Denner). Seit 1. Januar 2024 ist der Bargeldbezug an den Bahnschaltern (SBB und andere Transportunternehmungen) nicht mehr möglich. Mit der App Sonect sind weitere Bezugsstellen wie die Valora-Kioske dazugekommen. In den Filialen von Volg kann seit März 2019 mit Sonect Bargeld bezogen werden. Die Postcard ist für bargeldlose Zahlungen nicht nur in der Schweiz einsetzbar, ebenso sind Bargeldabhebungen an Bankomaten im Visa-Plus-Netz und Mastercard-Netz möglich. Bei Bezügen an Bancomaten kann eine entsprechende Gebühr verrechnet werden.
Die Postcard ist Teil der Sicherheitselemente von E-Finance, dem Electronic Banking der Postfinance, und dient als Authentisierungsmittel beim Login.

## Bezahlvorgang
An einem EFT/POS-Terminal
1. Der Karteninhaber identifiziert sich mit Postcard und PIN am Kartenlesegerät.
2. Der zu verrechnende Betrag wird geprüft und bei genügender Kontodeckung innert Sekunden autorisiert.
3. Mit dem Tagesabschluss werden die Transaktionen an Postfinance eingeliefert.
4. Der Kaufbetrag wird dem Karteninhaber in der Regel am Folgetag belastet.
5. Mit der Postcard bezahlte Beträge werden am Folgetag dem Bankkonto des Verkäufers gutgeschrieben (bis Ende 2020 war dazu zwingend ein Postkonto erforderlich)[12].

### Kontaktlos

Kontaktlos-Symbol

Alle neu ausgestellten Kredit- und Debitkarten von Postfinance verfügen über die Kontaktlos-Funktion. Bei Beträgen über CHF 100.– (der Betrag lag bis zur COVID-19-Pandemie bei CHF 40.–, wurde jedoch u. a. wegen Hygienemassnahmen schrittweise erhöht) ist eine Authentifizierung mittels PIN erforderlich. Vor dem ersten kontaktlosen Bezahlen ist immer eine kontaktbehaftete Transaktion mit PIN-Eingabe notwendig, beispielsweise eine Saldoabfrage am Postomaten. Kontaktloses Bezahlen ist grundsätzlich überall dort möglich, wo das Kontaktlos-Symbol zu sehen ist. In der Schweiz ist dies an den meisten Verkaufspunkten der Fall.
Die Postcard konnte eine Zeitlang auch digital in der Postfinance App für Android hinterlegt werden, sofern das verwendete Smartphone mit einer NFC-Funktion ausgestattet war. Zum Bezahlen musste einzig der Bildschirm des Smartphones aktiviert werden. Am 23. Mai 2023 wurde die Postfinance Card für Zahlungen mittels Apple Pay freigeschaltet. Indes bietet Postfinance auch eine Twint-App an.

## Sicherheit
Um Missbrauch zu verhindern, muss man sich bei der Verwendung authentifizieren. Dies geschieht meist durch die Eingabe einer Geheimzahl (PIN). Bei mehrfacher Eingabe eines falschen PINs wird die Karte vom Automaten eingezogen.
Sämtliche Postcards sind mit einem Mikroprozessor-Chip ausgestattet und seit 2006 nach dem EMV-Standard geschützt. Bei Diebstahl kann die Debitkarte somit nur verwendet werden, wenn der Dieb die Geheimzahl kennt.
Die Online-Transaktionen werden mit einer 128-bit-Verschlüsselung gesichert. Zudem werden gewisse Transaktionen durch Postfinance überwacht, um Missbrauch zu verhindern.
2006 wies Bernd Fix am 23. Chaos Communication Congress in Berlin auf eine seit 2002 bestehende massive Sicherheitslücke hin, welche es ermöglichte, die Debitkarte ganz simpel zu klonen und dabei sogar Karten mit fiktiven Postkonti zu erstellen, welche von EFT/POS-Terminals problemlos anerkannt werden konnten. Die Geheimzahl lässt sich bei der Erstellung frei wählen und ist nicht ausschlaggebend für eine erfolgreiche Bezahlung an EFT/POS-Terminals. Benötigte Informationen zur Klonung sind bloss die erweiterte Kartennummer sowie das Ausgabe- und Ablaufdatum. Postfinance und das Eidgenössische Departement für Umwelt, Verkehr, Energie und Kommunikation reagierten gelassen auf die erhobenen Anschuldigungen. Es ist nicht bekannt, ob das Sicherheitsproblem heute noch besteht.

## Sonstiges
Für Geschäftskunden existiert auch die Postfinance Card Pay, welche ausschliesslich Einzahlungen auf das Postkonto ermöglicht.